# 常林
常 林（じょう りん、生没年不詳）は、中国後漢末期から三国時代の政治家。河内郡温県の人。字は伯槐。父は常伯先。子は常峕・常静。

## 生涯
寒門出身であったという（『魏略』）。
7歳のとき、父の字を呼んだ来客に拝礼をせず、咎められると堂々と理由を述べたため評判になった。
長じてからもしばらくは貧しかったが、他人の施しを受けずに太学に行き、経典を修めつつ農耕に従事した（『魏略』）。妻は常林に自ら弁当を運び、常林も妻に対し賓客のように接したという（『魏略』）。
河内太守の王匡は董卓打倒の義兵を挙げる一方で、県に書生を派遣し、官民達の罪を調べさせた。そして罪があると財産を没収し、すぐに従わない相手は一族皆殺しの刑に処して、威厳を保とうとした。ある時、常林の叔父が食客を鞭打ちしたことを書生に見咎められ、王匡に逮捕された。常林は叔父を救うため、王匡と同県出身である胡毋彪に面会を求め、理を尽くして取り成しを願った。胡毋彪は常林の叔父のために王匡に手紙を送り諫めたため、王匡も常林の叔父を釈放した。
その後、常林は上党の地に移り、農耕に従事した。干害と蝗害にあったが、常林の田畑だけは豊作だったため、常林は周囲に施しをした。また地元の陳氏と馮氏が張楊の圧迫を受けると、常林は彼らのために計略を立て、張楊の侵略を阻止した。
後に、并州刺史であった高幹の上奏により騎都尉に推挙されたが、常林はこれを固辞した。しかしさらに後、曹操が任命した并州刺史の梁習に推挙されたときは、一変してこれに応じ、県長となって南和を統治し、視るべき治績を挙げた。そして博陵太守・幽州刺史にも昇進し、ここでも業績を挙げた。
曹丕が五官中郎将となると、功曹に任命された。曹操が西方に遠征しているとき、田銀と蘇伯が反乱を起こし、幽州と冀州を脅かした。曹丕は自らこれを討伐しようとしたが、常林はこれを諌めた。曹丕はその進言を容れ、部下の将軍に討伐を委ねて、田銀達を滅ぼした。
この後常林は中央から外に出て、平原太守・魏軍東部都尉となった後、丞相東曹属となった。魏国が建国されると、尚書となった。
曹丕（文帝）が即位すると、少府に昇進し、楽陽亭侯に封じられた。常林は小役人を鞭打つことが度々あったため、役所が向かい側にあった大鴻臚の崔林に咎められ、恥じ入ったこともあったという（『魏略』）。後に大司農に転任した。
明帝が即位すると、高陽郷侯になった。このとき、盧毓の推挙を受けたという。光禄勲・太常となっている。この頃司馬懿は高官に昇っていたが、常林も同郷の先輩として尊敬されたといわれる。
晩年、常林を三公に推挙する意見があったが、常林は重病と称しこれを辞退。83歳で亡くなった。驃騎将軍を追贈され、貞公と諡された。
子の常峕が跡を継ぎ、泰山太守にまで昇ったが、諸葛誕の反乱時に病と称して出撃しなかったため、司馬昭によって処刑された。後に常峕の弟の常静が跡を継いだ。